# Рапалски споразум (1922)
Рапалски мир био је споразум потписан 16. априла 1922. године између Немачке и Русије, којим су се обе стране одрекле својих територијалних и финансијских потраживања једна према другој након Брест-литовског споразума и завршетка Првог светског рата.
Две владе су се такође договориле о нормализацији својих дипломатских односа и о „сарадњи у духу узајамне добре воље у испуњењу економских потреба обе земље.“